# Karel Kaplan
Karel Kaplan (28. srpna 1928 Horní Jelení – 12. března 2023) byl český historik specializující se zejména na soudobé dějiny poválečného Československa, především pak na dějiny druhé poloviny čtyřicátých let, let padesátých a šedesátých. Jeden z nejpřekládanějších českých historiků v zahraničí a také jedna z klíčových postav utváření oboru soudobých dějin v Československu a posléze v České republice.

## Kariérní a osobní život
Kaplan podle vlastních vzpomínek vyrůstal ve skromných poměrech, v dětství mu zemřela matka a vychovávali jej prarodiče. Otec byl regionálním funkcionářem sociální demokracie a patřil mezi blízké spolupracovníky sociálně demokratického politika Bohumila Laušmana. Kaplanovy názory však podle jeho slov nejvíce ovlivnil jeho starší bratr sympatizující s komunistickými myšlenkami, který byl za druhé světové války jako student zatčen a strávil tři roky v nacistickém vězení v Budyšíně. V průběhu druhé světové války nastoupil do Zlína jako frekventant na Baťovu školu práce a ve Zlíně působil až do roku 1947. V říjnu 1947 ve Zlíně také vstoupil do Komunistické strany Československa. Po odchodu ze Zlína působil jako placený regionální funkcionář KSČ ve Vysokém Mýtě a posléze v Pardubicích. Dálkově vystudoval Institut společenských věd při ÚV KSČ v Praze (mezi lety 1957–1960) a již v průběhu této životní etapy publikoval některé drobnější práce zabývající se tematikou regionálních dějin. Ačkoliv, jak se domnívají někteří odborníci, se jednalo o práce spíše ideologicky-propagandistického charakteru, autor se při jejich tvorbě snažil využít velké množství dobových historických pramenů.
V roce 1960 se Kaplan stal pracovníkem aparátu Ústředního výboru KSČ v Praze, kde působil na ideologickém oddělení a v jeho gesci se nacházel dohled nad historickou produkcí, včetně ideologického dohledu nad Ústavem dějin KSČ. V souvislosti s jeho kompetencí v oblasti nedávné minulosti byl také členem rehabilitačních komisí při ÚV KSČ a toto pověření mu umožnilo přístup do dosud nepřístupných archivních materiálů, včetně přísně utajovaných dokumentů např. ÚV KSČ, ministerstva vnitra, ministerstva národní bezpečnosti nebo Státní bezpečnosti. Pro své tzv. revizionistické a proreformní postoje musel odejít z aparátu ÚV KSČ a posléze díky svým schopnostem a předešlým kontaktům v historickém oboru našel v roce 1964 práci jako samostatný vědecký pracovník v Historickém ústavu ČSAV a ve druhé polovině šedesátých let se stal zástupcem ředitele tohoto ústavu.
Velmi intenzivně se odborně i veřejně angažoval ve prospěch proreformní politiky pražského jara a v roce 1968 působil jako tajemník Ústřední rehabilitační komise při ÚV KSČ. Po jeho potlačení byl vyhozen z práce i komunistické strany a v roce 1972 byl zatčen a krátce držen ve vazbě. K plánovanému politickému procesu s ním nakonec nedošlo. V roce 1976 legálně odjel do Spolkové republiky Německo, kam se mu ve spolupráci s dalšími kolegy a kolegyněmi podařilo tajně odvézt kopie po léta získávaných archivních materiálů a o tomto odvážném transferu posléze referoval i západní tisk. Mimo jiné na základě tohoto činu bylo Kaplanovi v roce 1977 odebráno československé státní občanství. S pomocí dovezených materiálů a také v kombinaci své osobní znalosti a zkušenosti se způsoby komunistického vládnutí v Československu posléze Kaplan dokázal v exilu odborně působit a publikovat dalších třináct let a to především díky výzkumným grantům a stipendiím Collegia Carolina v Mnichově.
V exilu spolupracoval vedle Collegia Carolina s rozhlasovými stanicemi jako byl Hlas Ameriky, BBC, Deutsche Welle a nebo Rádio Svobodná Evropa. Po rozpadu komunistického režimu v Československu a po dokončení výzkumných závazků ve Spolkové republice Německo využil nabídky historika a svého bývalého kolegy Viléma Prečana k návratu do Československa a 1. října 1990 se stal pracovníkem Ústavu pro soudobé dějiny AV ČR, kde byl Prečan od 1. února 1990 prvním ředitelem. Kaplan působil jako vedoucí výzkumných týmů a oddělení specializovaných zejména na období let 1945–1967.
Jeho vědecké práce jsou ceněny zejména díky využívání obsáhlé pramenné základny, detailní znalosti dobové faktografie, informačnímu bohatství jeho textů a jeho unikátním vhledům dobového aktéra-pamětníka a historika v jedné osobě. Vedle specializované odborné práce se stal také autorem přehledových historických, popularizačních a učebních textů věnovaných dějinám Československa po roce 1945. Především v 90. letech a po roce 2000 patřil k častým popularizátorům problematiky soudobých dějin na veřejnosti a byl také hostem v řadě dokumentárních pořadů v médiích věnovaných dějinám Československa po roce 1945 a obecně dějinám studené války. Kaplan také proslul jako známý kritik mediální zkratky, jež podle jeho mínění příliš zkresluje jinak složitější výklad historického dění.
V roce 2008 Karel Kaplan obdržel Cenu Jana Slavíka udílenou Nadačním fondem angažovaných nestraníků. Dne 28. října 2008 mu prezident Václav Klaus udělil medaili Za zásluhy o stát v oblasti vědy. Od roku 2016 byl emeritním pracovníkem Ústavu pro soudobé dějiny AV ČR v.v.i.

## Publikace
- Skutečská stávka 1932. Pardubice : Kraj dům osvěty, 1957. 50 s.
- Až k vítězství Hradeckého programu. Havlíčkův Brod : Východočeské nakladatelství, 1962. 85 s.
- Znárodnění a socialismus. Praha : Práce, 1968. 260 s.
- Nekrvavá revoluce. Toronto : Sixty-Eight Publishers, 1985. 425 s. ISBN 0-88781-157-4.
- Zpráva o organizovaném násilí. Toronto : Sixty-Eight Publishers, 1986. 352 s. ISBN 0-88781-163-9.
- Mocní a bezmocní. Toronto : Sixty-Eight Publishers, 1989. 469 s. ISBN 0-88781-209-0.
- Pravda o Československu 1945–1948. Praha : Panorama, 1990. 245 s. ISBN 80-7038-193-0.
- Zpráva o zavraždění generálního tajemníka. Praha : Mladá fronta, 1992. 303 s. ISBN 80-204-0269-1.
- Aparát ÚV KSČ v letech 1948–1968. Studie a dokumenty. Praha : Ústav pro soudobé dějiny AV ČR, 1993. 151 s. ISBN 80-85270-20-X.
- Poslední rok prezidenta. Edvard Beneš v roce 1948. Praha : Ústav pro soudobé dějiny Akademie věd České republiky, 1993. 174 s. ISBN 80-85270-18-8.
- Sovětští poradci v Československu 1949–1956. Praha : Ústav pro soudobé dějiny AV ČR, 1993. 146 s. ISBN 80-85270-26-9.
- Stát a církev v Československu v letech 1948–1953. Brno : Doplněk, 1993. 440 s. ISBN 80-85270-22-6.
- Československo v RVHP. 1949–1956. Praha : Ústav pro soudobé dějiny Akademie věd České republiky, 1995. 519 s. ISBN 80-85270-43-9.
- Největší politický proces. "M. Horáková a spol.". Praha ; Brno : Ústav pro soudobé dějiny Akademie věd České republiky ; Archiv hlavního města Prahy ; Doplněk, 1995. 347 s. ISBN 80-85270-48-X.
- Pět kapitol o únoru. Brno ; Praha : Doplněk ; Ústav pro soudobé dějiny Akademie věd ČR, 1997. 557 s. ISBN 80-85765-73-X.
- Nebezpečná bezpečnost. Brno : Doplněk, 1999. 289 s. ISBN 80-7239-024-4.
- Kořeny československé reformy 1968. Brno : Doplněk, 2000. 323 s. ISBN 80-7239-061-9.
- Komunistický režim a politické procesy v Československu. Brno : Barrister & Principal, 2001. 253 s. ISBN 80-85947-75-7. (spoluautor Pavel Paleček)
- Těžká cesta. Spor Československa s Vatikánem 1963–1973. Brno : Centrum pro studium demokracie a kultury, 2001. 177 s. ISBN 80-85959-83-6.
- Rada vzájemné hospodářské pomoci a Československo 1957-1967. Praha : Karolinum, 2002. 234 s. ISBN 80-246-0417-5.
- Československo v poválečné Evropě. Praha : Karolinum, 2004. 407 s. ISBN 80-246-0655-0.
- Gottwaldovi muži. Praha ; Litomyšl : Paseka, 2004. 333 s. ISBN 80-7185-616-9. (spoluautor Pavel Kosatík)
- Kronika komunistického Československa. Doba tání 1953-1956. Brno : Barrister & Principal, 2005. 768 s. ISBN 80-86598-98-5.
- Poúnorový exil 1948–49. Liberec : Dialog, 2007. 199 s. ISBN 978-80-86761-69-5.
- Druhý proces. Milada Horáková a spol. – rehabilitační řízení : 1968–1990. Praha : Karolinum, 2008. 582 s. ISBN 978-80-246-1431-1.
- Kronika komunistického Československa. Kořeny reformy 1956–1968 : společnost a moc. Brno : Společnost pro odbornou literaturu – Barrister & Principal, 2008. 828 s. ISBN 978-80-87029-31-2.
- Kronika komunistického Československa. Klement Gottwald a Rudolf Slánský. Brno : Společnost pro odbornou literaturu – Barrister & Principal, 2009. 375 s. ISBN 978-80-87029-53-4.
- Kronika komunistického Československa. Antonín Novotný – vzestup a pád "lidového" aparátčíka. Brno : Barrister & Principal, 2011. 342 s. ISBN 978-80-87474-08-2.
- Sociální demokracie po únoru 1948. Brno : Doplněk, 2011. 430 s. ISBN 978-80-7239-255-1.
- Antonín Novotný. Vzestup a pád „lidového“ apartčíka. Brno : Barrister & Principal, 2011. 344 s. ISBN 978-80-87474-08-2.
- Alexej Čepička. Dobová dramata komunistické moci. Brno : Barrister & Principal, 2011. 228 s. ISBN 978-80-87474-22-8.
- Proměny české společnosti (1948–1960). Část druhá – Venkov. Praha : Ústav pro soudobé dějiny AV ČR, 2012. 467 s. ISBN 978-80-7285-155-3.
- Národní fronta 1948–1960. Praha : Academia, 2012. 907 s. ISBN 978-80-200-2074-1.
- Protistátní bezpečnost 1945–1948. Historie vzniku a působení StB jako mocenského nástroje KSČ. Praha : Plus, 2015. 490 s. ISBN 978-80-259-0364-3.